# Corticaria jaegeri
Corticaria jaegeri is een keversoort uit de familie schimmelkevers (Latridiidae). De wetenschappelijke naam van de soort werd in 2006 gepubliceerd door Reike.